# Doctor Khumalo
Theophilus Khumalo conosciuto come Doctor Khumalo (Soweto, 26 giugno 1967) è un allenatore di calcio ed ex calciatore sudafricano, di ruolo centrocampista.

## Carriera

### Club
La carriera di Doctor Khumalo inizia nelle giovanili dei Kaizer Chiefs, nel 1986; il suo debutto in prima squadra avviene nel 1987 contro gli Orlando Pirates. Nel 1995 Khumalo viene acquistato dalla squadra argentina del Ferro Carril Oeste, ma non riesce ad impressionare particolarmente il pubblico sudamericano, raccogliendo solo 4 presenze nel corso della stagione, segnando però un gol. Nel 1996 è la squadra statunitense del Columbus Crew ad ingaggiare Khumalo, concedendogli 25 presenze, condite da 3 reti. Nel 1997 Khumalo torna all'unica squadra nella quale abbia giocato in Africa, ovvero il Kaizer Chiefs. Nel 2002 il calciatore sudafricano annuncia il suo ritiro dall'attività agonistica.

### Nazionale
Nella nazionale di calcio sudafricana Khumalo ha militato per 9 anni, dal 1992 al 2001, totalizzando 50 presenze e 9 gol. In seguito alla riammissione della nazionale sudafricana alla FIFA nel 1992, Khumalo gioca il suo primo match ufficiale contro il Camerun, segnando il calcio di rigore della vittoria. Nel 1998 partecipa al mondiale francese, indossando il numero 15.

### Allenatore
Dopo il suo ritiro, Khumalo ha allenato il Kaizer Chiefs insieme a Donald Khuse nella stagione 2002-2003, vincendo il premio di allenatore del mese del campionato sudafricano di calcio. Nel 2004 ha assunto la guida del Sudafrica under 17.

## Vita privata
Votato al 62º posto nella classifica dei 100 sudafricani più grandi di sempre nel 2004, è sposato con la regina di bellezza namibiana Blanche Garises.

## Palmarès

### Nazionale
- Coppa d'Africa: 1

Sudafrica 1996